# Montipora stilosa
Montipora stilosa är en korallart som först beskrevs av Ehrenberg 1834.  Montipora stilosa ingår i släktet Montipora och familjen Acroporidae. IUCN kategoriserar arten globalt som sårbar. Inga underarter finns listade i Catalogue of Life.